# トゥンベット
トゥンベット（tombet, tumbet）は、スペイン・マヨルカ島の伝統的な野菜料理。ジャガイモ、ナス、赤パプリカを薄く切ってオリーブ油で揚げたものである。島内のほぼすべてのローカルなレストランで取り扱っている。
しばしば肉や魚を添えて提供されるが、本来はベジタリアンにやさしい料理である。

## 調理法
ナスと赤パプリカは皮をむかない。他の具材をニンニクやパセリとともに揚げたトマトを使って、パイの皮のように覆う。
プロヴァンス料理のラタトゥイユやカタルーニャ料理のサンファイナとよく似ている。これらの料理の影響を受けて、ズッキーニを加える人もいるが、伝統的なレシピではズッキーニを入れない。